# Glycoconjugat
Glycoconjugater er den kemiske benævnelse for forbindelser hvori kulhydrater indgår. Den biokemiske syntese af glycoconjugater betegnes som glycosylering. En defekt i et enzym i glycosyleringen optræder som en  arvelig sygdom.
Glycoconjugater er kemiske forbindelser med vigtige funktioner i  biologien og biokemien. Glycoconjugater tilhører en del  forskellige kategorier glycoproteiner, glycopeptider, peptidoglycaner, glycolipider, glycosider og lipopolysaccharider.  
De indgår i mange vigtige biologiske/biokemiske reaktioner som celle-celle-reaktioner, celle-matrix-reaktioner og i afgiftningsreaktioner.
Generelt spiller kulhydrat-delen en væsentlig rolle i et glycoconjugats funktion.  Prominente eksempler herpå er Neuronal cell adhesion molecule, nCAM og serumproteiner hvor fine strukturelle detaljer I kulhydratdelen bestemmer hhv. celle-binding og levetiden I cirkulation.
Skønt de vigtige bio-molekyler DNA,  RNA,  ATP,  cAMP, cGMP, NAD+, NADPH og coenzyme A alle indeholder en kulhydratdel, regnes de normalt ikke som glycoconjugater.

## Eksempler på glycoconjugater
Prominente eksempler på glykokonjugater er
- Glykoproteiner
  - blodproteinerne, som f.eks. immunglobulinerne
  - membranproteiner, som f.eks. receptorer og NCAM
- Glykolipider som blodtypemolekyler og bakteriernes lipopolysaccharid, LPS eller endotoxin
- Glykosider 
  - Steviolglykosiderne (naturligt sødestof)
  - Anthocyaninerne (planternes røde og blå farvestoffer)
  - Alkaloider som solanin